# Dylan McGowan
Dylan McGowan (Adelaida, Australia, 6 de agosto de 1991) es un futbolista australiano de origen británico. Juega de defensor y su equipo es el Hamilton Academical F. C. del Campeonato de Escocia.

## Biografía
Su hermano mayor Ryan McGowan también es futbolista.

## Selección nacional
Ha sido internacional con la selección de Australia en una ocasión sin anotar goles.

## Clubes
| Club                               | País          | Año       |
| ---------------------------------- | ------------- | --------- |
| Heart of Midlothian F. C.          | Escocia       | 2010-2014 |
| East Fife F. C. (cedido)           | Escocia       | 2010-2011 |
| Gold Coast United F. C. (cedido)   | Australia     | 2011-2012 |
| Adelaide United F. C.              | Australia     | 2014-2017 |
| F. C. Paços de Ferreira            | Portugal      | 2017-2019 |
| Gangwon F. C. (cedido)             | Corea del Sur | 2018      |
| Vendsyssel FF                      | Dinamarca     | 2019      |
| Western Sydney Wanderers F. C.     | Australia     | 2019-2021 |
| Kilmarnock F. C.                   | Escocia       | 2021-2023 |
| Hamilton Academical F. C. (cedido) | Escocia       | 2023      |
| Hamilton Academical F. C.          | Escocia       | 2023-     |